# Christoph Friedrich Wilhelm von Vangerow
Christoph Friedrich Wilhelm von Vangerow (* 11. Juli 1775 in Magdeburg; † 21. August 1824 in Aurich) war hannoverischer Konsistorialpräsident in Aurich sowie Landdrost.

## Herkunft
Seine Eltern waren der preußische Regierungspräsident von Magdeburg Wilhelm von Vangerow (* 4. Juli 1745; † 6. Oktober 1816) und dessen Ehefrau Christiane Marie Sophie Weinschenk (* 30. März 1754; † 8. Oktober 1786).

## Leben
Er erhielt seine Schulbildung auf der Schule zum Kloster Unser Lieben Frauen. Ab 1792 studierte er Jura in Marburg, Halle und Göttingen. Das Referendariat absolvierte er wieder in Magdeburg und wurde 1799 als Justizrat an das Hofgericht nach Insterburg versetzt, wo er seine spätere Frau traf. Im Jahr 1803 kam er nach Hildesheim, dort wurde er im März 1808 Prokurator und später Justizrat. Nach den Befreiungskriegen fiel Hildesheim von Preußen an das Königreich Hannover. Vangerow wechselte daher in hannoverischen Dienste.
Am 1. Juli 1817 wurde er als Kanzlei- und Konsistorialdirektor nach Aurich versetzt. Zwar war Ostfriesland ebenfalls hannoverisch geworden aber preußisches Recht blieb weitgehend bestehen. Im Übrigen war man in Ostfriesland auch sonst von den Hannoveranern wenig begeistert, so kam Vangerow als erfahrener preußischer Beamter ganz recht. Als 1823 der Landdrost von der Decken nach Lüneburg versetzt wurde, ernannte man von Vangerow zum Nachfolger und vereidigte ihn am 8. August 1823.
Er starb bereits im August des folgenden Jahres, was sehr bedauert wurde. Dass er sich tatsächlich für seine neue Heimat interessiert hat, zeigt sich auch in einige geschichtlichen Veröffentlichungen.

### Werke
Vangerow veröffentlichte in Neues vaterländisches Archiv:
- Nachrichten über den weiland General-Superintendenten und Consistorial-Rath  Dr. J. P. A. Müller in Aurich, 1821, Band 4, S. 331–338
- Geschichte und jetzige Verfassung des Lycei Ulrico-Georgii in Aurich, 1822, Band 1, S. 302–319
- Über einen in Ostfrieslands Möören ausgegrabenen uralten Leichnam, 1822, Band 2, S. 59–61, 400–401
- Nicolaus Baumann, der Verfasser des berühmten alten  deutschen  Gedichts: "Reineke  de  Voß",  ein  Ostfriese, 1824,  Band  1,  S. 79–92
- Einige nähere Andeutungen zur Geschichte des alten friesischen Schuhes,  1823, Band 4, S. 174–184

## Familie
Vangerow heiratete am 11. August 1800 in Insterburg die Kaufmannstochter Luise Barbara Baecker († 11. Juni 1854). Das Paar hatte mehrere Kinder:
- Emma (* 25. November 1801; † 25. November 1866) ⚭ 1825 Erco Arnoldus Jacobus Tamling (* 1789; † 1859), Pastor (Prädikant) in St. Petersburg[1][2][3]
- Albert Wilhelm (* 1. August 1805; † 4. März 1880), Amtsrichter
- Luise Charlotte (* 31. März 1806; † 17. Februar 1876)[4] ⚭ 1837 Gerhardus Johannes Engberts (* 6. September 1789; † 10. Januar 1864)
- Marie Wilhelmine (* 1813; † 31. Januar 1902)[5]